# Hemijski proces
Hemijski proces u naučnom smislu je metod, sredstvo, način ili postupak menjanja jedne ili više hemikalija ili hemijskih jedinjenja. Takav hemijski proces se može javiti samostalno ili biti uzrokovan spoljašnjim silama, uključujući hemijske reakcije nekih vrsta. U „inženjerstvenom” smislu, hemijski proces je metod koji je namenjen da za primenu u proizvodnji ili u industrijskoj skali (industrijski procesi) za promenu sastava hemikalija i/ili materijala, obično pomoću slične ili srodne tehnologije koja se koristi u hemijskim postrojenjima ili hemijskoj industriji.
Ni definicija, ni teza nisu tačne u smislu dileme da li se uvek može reći definitivno šta je hemijski proces, a šta nije; one su zapravo praktične definicije. Zbog toga postoji značajno preklapanje u tezi dve varijante definicije. Zbog netačnost definicije, hemičari i drugi naučnici koriste termin „hemijski proces” samo u opštem ili u inženjerskom smislu. Međutim, u „procesu inženjerskog” smisla, pojam „hemijski proces” se intenzivno koristi. Ostatak članka pokriva tipove inženjerstvenih hemijskih procesa.

## Procesuiranje hemijskih reakcija i postrojenja
Iako je ova vrsta hemijskih procesa može ponekad uključiti samo jedan korak, često obuhvata više koraka, u koje su uključene jedinične operacije. Kod postrojenja, svaka jedinica operacije obično se odvija u pojedinačnim posudama ili delovima postrojenja pod nazivom jedinice. Često su uključene jedna ili više hemijskih reakcija, ali mogu koristiti i drugi načine promene sastava hemijskih jedinjenja (ili materijala), kao što su mešanje ili proces razdvajanja. Koraci procesa mogu biti postupni u vremenu ili sekventni u prostoru tokom reakcije ili pokretnih materijala. Davanje količine materijalnih izvora (ulaznog) materijala ili proizvoda (izlaz), očekujući određenu količinu materijala može biti deterministički praćeno na ključnim koracima u procesu, i proračunato iz empirijskih podataka i materijalne ravnoteže. Pretpostavljeni iznosi mogu biti promenjeni na gore ili dole od odgovarajućih željenih kapaciteta ili operativnih mogućnosti određenog hemijskog postrojenja izgrađenog za dati proces. Više hemijskih postrojenja može koristiti isti hemijski proces, svaka instalacija sa različitim kapacitetom. 
Hemijski procesi kao što su destilacija i kristalizacija potiču još iz epohe alhemije u staroegipatskoj Aleksandriji.
Osim hemijskih postrojenja za proizvodnju hemikalija, hemijskih procesi sa sličnim tehnologijama i opremom se koriste u preradi nafte i drugim rafinerijama, obradi prirodnog plina, polimera i u farmaceutskoj proizvodnji, preradi hrane i vode, uključujući i tretman otpadnih voda.

## Procesorske jedinice hemijskih procesa
Procesorska jedinica je osnova obrade u hemijskom inženjerstvu. Zajedno sa jedinicom operacije, čini glavni princip raznovrsne hemijske industrije. Svaki oblik jedinice obrade prati isti hemijski zakon jer svaka od jedinica operacije sledi iste fizičke zakone.
Procesorska jedinica hemijskog inženjerstva omogućava sledeće važne hemijske procese:
- oksidacija
- redukcija
- hidrogenacija
- dehidratacija
- hidroliza
- dehidracija
- halogenizacija
- nitrizacija
- sulfonizacija
- amonijacija
- alkalna fuzija
- esterifikacija
- polimerizacija
- kataliza

## Spoljašnje veze
- Institute of Process Research & Development, University of Leeds